# Bugatti-De Monge 100P
Le Bugatti-De Monge 100 est un avion de course expérimental conçu conjointement par Ettore Bugatti et Louis de Monge en 1938, peu avant le début de la Seconde Guerre mondiale. Il est exposé au EAA AirVenture Museum (en) dans le Wisconsin aux États-Unis.

## Historique
Cet avion avait été conçu en 1937, et construit pour participer à la « Coupe Deutsch de la Meurthe » en 1938, contre notamment Max Holste (futur concepteur, notamment, des Broussard) et Nicolas Roland Payen sur Payen Pa-100, et tenter de battre le record du monde de vitesse. L'avion était déjà presque terminé, mais l'arrivée de la Seconde Guerre mondiale a mis le projet en sommeil, et il ne fut pas terminé par la suite. Il n'a donc jamais volé.
L'avion était équipé de deux moteurs Bugatti T50-B1 de 4 700 cm3 à 8 cylindres en ligne, en aluminium, à double arbres à cames en tête, et donnant 450 ch chacun. Ces moteurs étaient montés l'un derrière l'autre, mais décalés l'un à droite (AV), l'autre à gauche (AR). Les arbres de transmission passaient de chaque côté du pilote pour entraîner une paire d'hélices contra-rotatives via un jeu d'engrenages d'accouplement et de réduction situé devant le pilote.
Après la guerre, l'avion, qui avait été démonté et caché en banlieue parisienne, fut finalement racheté par un Américain qui en convoitait essentiellement les moteurs, pour les utiliser en course automobile. Le reste de l'avion est actuellement exposé à l'EAA AirVenture Museum, à Oshkosh dans le Wisconsin.
Une réplique moderne, la plus fidèle possible tant dans la forme que dans l'esprit, après des années de recherches, d'efforts et d'heures de travail, a décollé le 19 août 2015 à Tulsa, Oklahoma. Cet avion s'est malheureusement écrasé lors de son 3e vol de test, le 6 août 2016, à Burns Flat, Oklahoma. Le pilote, Scotty Wilson, a été tué dans l'accident.